# Bokförlaget Atlas
Bokförlaget Atlas är ett svenskt bokförlag som drivs av Arenagruppen och ger ut reportageböcker, sakprosa och skönlitteratur. Förlaget publicerade sina första böcker 1997, och ger idag ut ett tjugotal titlar per år. Bland förlagets författare finns namn som Joan Didion, Alice Munro, Jon Fosse, Petter Larsson, Bitte Hammargren, Sverker Sörlin, Kalle Kniivilä, Thord Eriksson, Ali Smith och Constance Debré.
Atlas har en progressiv profil och beskriver sig som ett förlag "med båda fötterna i samtiden, men med blicken riktad mot framtiden".
Under åren har förlaget haft ett flertal chefer som alla bidragit till förlagets profil och breddningen av utgivningen. Efter den första förlagschefen Jesper Bengtsson följde Nina Wadensjö, Rickard Herold, Johan Hilton, Moa Elf Karlén, Ann-Louise Gustavsson och Tove Leffler innan Jesper Bengtsson blev chef ytterligare en gång. Syftet med förlaget har förblivit detsamma genom åren – böckerna ska väcka samhällsdebatt.
Två gånger har förlagets författare fått Nobelpriset i litteratur. 2013 Alice Munro och 2023 Jon Fosse. 
2020 gav Atlas ut Sverker Sörlins bok Kris! Från Estonia till Corona. Under en period kunde boken laddas ned gratis och läsarna uppmanades att skänka pengar att användas som stipendium till forskare, författare eller journalister som ville genomföra projekt med tema "kris".
2025 gav Atlas ut Här var vårt hus: barns berättelser från Gaza i samarbete med Arena Idé. Berättelserna från barnen i Gaza har framförts vid flertal tillfällen, bl.a. i Sveriges riksdag och av skådespelare i en samlad manifestation av över tjugo svenska teatrar runt om i landet.

## Utgivning i urval
- Persson, Göran; Kask Peeter-Jaan (1997). Den som är satt i skuld är icke fri: min berättelse om hur Sverige återfick sunda statsfinanser. Stockholm: Atlas. Libris 7777506. ISBN 9189044061
- Linton, Magnus (2005). Americanos: ett reportage om Latinamerikas nya rebeller. Stockholm: Atlas. Libris 9864294. ISBN 9173891886
- Didion, Joan; Danielsson Ulla (2006). Ett år av magiskt tänkande. Stockholm: Atlas. Libris 10153844. ISBN 9173892130
- Linderborg, Åsa (2007). Mig äger ingen. Stockholm: Atlas. Libris 10425904. ISBN 9789173892261
- Petter Larsson (2023) Riggat. Hur tron på meritokratin minskar chansen till en klassresa" Atlas ISBN 9789174450538
- Sarsour, Amer & Sarsour, Dima (redaktörer) (2025) Här var vårt hus: barns berättelser från Gaza. ISBN 978-91-7445-151-1